# Renault Energy F1 2015
Der Energy F1 2015 ist die Motorbezeichnung des Herstellers Renault für die Formel-1-Weltmeisterschaft 2015. Das V6-Turbo-Triebwerk wurde unter der Leitung des Technischen Direktors von Renault Sport F1 Naoki Tokunaga entwickelt und am 28. Januar 2015 der Öffentlichkeit präsentiert.

## Technik und Entwicklung
Der Energy F1 2015 ist die Weiterentwicklung des Renault Energy F1 2014, laut Reglement durften rund 48 Prozent des Motors verändert werden.
Die Bereiche mit den größten Veränderungen sind der Verbrennungsmotor, der Turbolader und die Batterie. Der Verbrennungsmotor verfügt über eine neue Brennkammer, ein neues Konzept der Abgasführung und variable Ansaugtrichter. Die Effizienz des Kompressors wurde gesteigert, zudem kann das ERS mit größeren Belastungen umgehen. Außerdem wurde der Schwerpunkt der Motoreneinheit weiter gesenkt, und mehrere Systeme und Funktionen wurden vereinfacht. Dies soll zu einer einfacheren Integration der Motoreneinheit in das Chassis führen.

## Verwendung
Red Bull Racing und Toro Rosso traten in der Saison 2015 mit dem Energy F1 2015 an.